# Ассоциация йеменцев в Израиле
Ассоциация йеменцев в Израиле (ивр. התאחדות התימנים בישראל‎) — политическая партия, представлявшая интересы йеменских евреев на территории Эрец-Исраэль. Партия представляла интересы выходцев из Йемена в Собрании представителей, затем в Государственном совете и в кнессете 1-го созыва и 2-го созыва.
На первых выборах в кнессет партия получает всего один мандат, и единственным представителем йеменцев в кнессете становится Захария Глоска. На следующих выборах его в качестве единственного депутата от партии сменяет Шимон Гриди.
В 1951 году влилась в партию «Общие сионисты». Когда 29 июня 1955 года единственный парламентарий от Ассоциации йеменцев Шимон Гриди объявил о выходе его партии из состава «Общих сионистов», Кнессет так и не признал этого шага.